# Masiphya aurea
Masiphya aurea är en tvåvingeart som beskrevs av Thompson 1963. Masiphya aurea ingår i släktet Masiphya och familjen parasitflugor. Inga underarter finns listade i Catalogue of Life.